# Бур-Сен-Бернар
Бур-Сен-Берна́р (фр. Bourg-Saint-Bernard, окс. Le Borg de Sant Bernat) — коммуна во Франции, находится в регионе Юг — Пиренеи. Департамент — Верхняя Гаронна. Входит в состав кантона Ланта. Округ коммуны — Тулуза.
Код INSEE коммуны — 31082.

## География

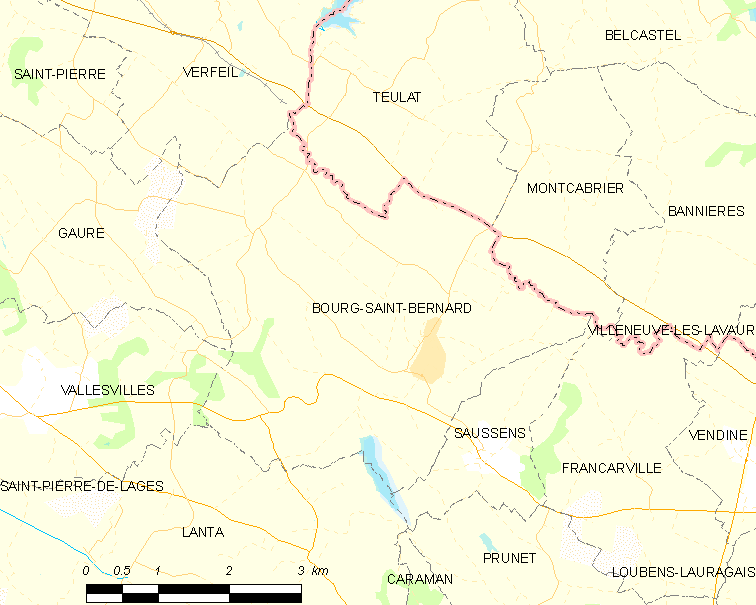
Карта коммуны

Коммуна расположена приблизительно в 590 км к югу от Парижа, в 22 км к востоку от Тулузы.
По территории коммуны протекает река Жиру.

## Климат
Климат умеренно-океанический. Зима мягкая и снежная, весна характеризуется сильными дождями и грозами, лето сухое и жаркое, осень солнечная. Преобладают сильные юго-восточные и северо-западные ветры.

## Население
Население коммуны на 2010 год составляло 903 человека.
| 1962 | 1968 | 1975 | 1982 | 1990 | 1999 | 2010 |
| ---- | ---- | ---- | ---- | ---- | ---- | ---- |
| 590  | 605  | 585  | 584  | 659  | 774  | 903  |

## Экономика
В 2010 году среди 589 человек трудоспособного возраста (15—64 лет) 477 были экономически активными, 112 — неактивными (показатель активности — 81,0 %, в 1999 году было 70,8 %). Из 477 активных жителей работалИ 439 человек (226 мужчин и 213 женщин), безработных было 38 (17 мужчин и 21 женщина). Среди 112 неактивных 42 человека были учениками или студентами, 35 — пенсионерами, 35 были неактивными по другим причинам.

## Достопримечательности
- Церковь Св. Бернарда (XV век). Исторический памятник с 1965 года[4]
- Церковь Св. Петра

## Фотогалерея

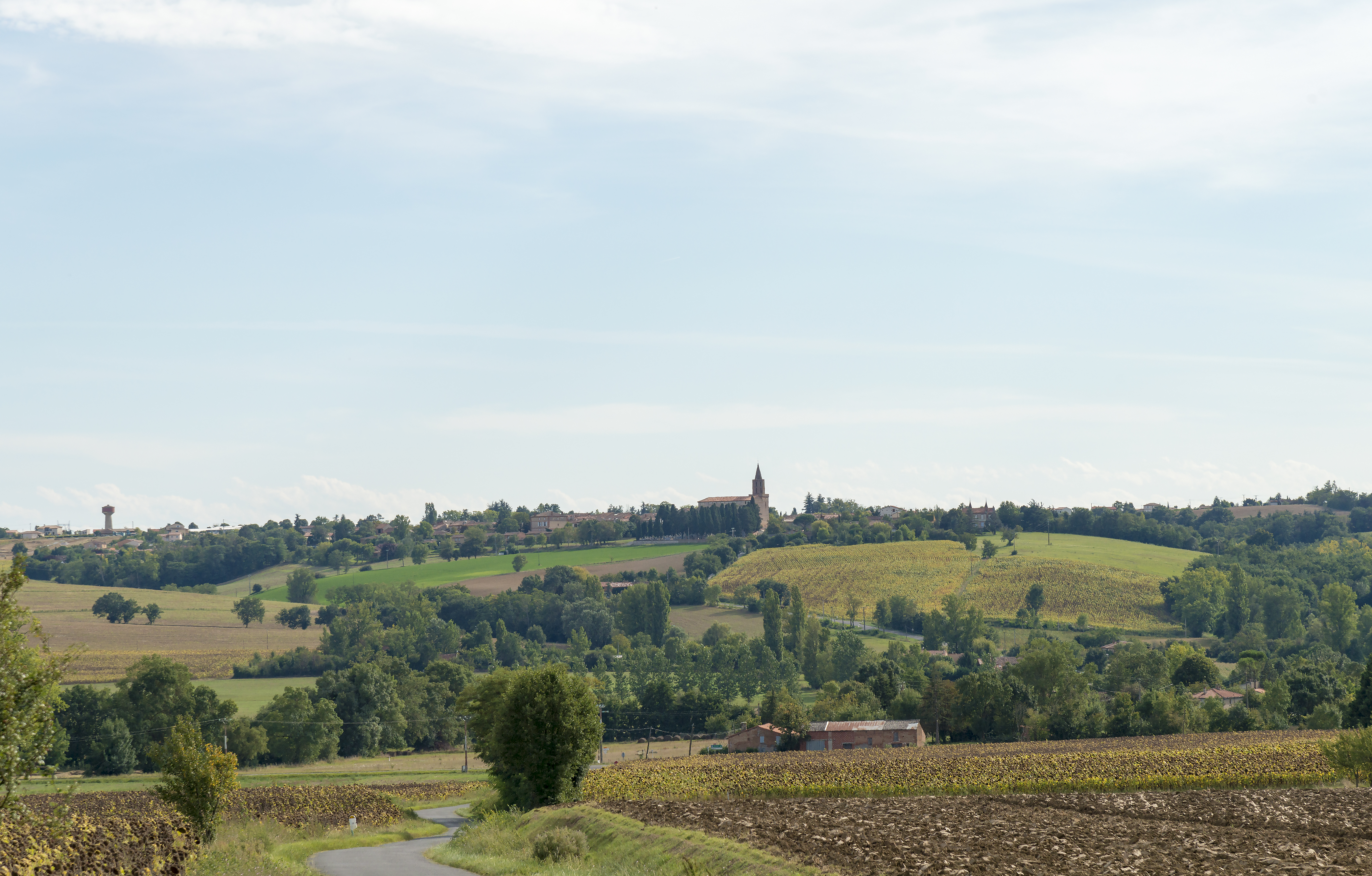
Бур-Сен-Бернар
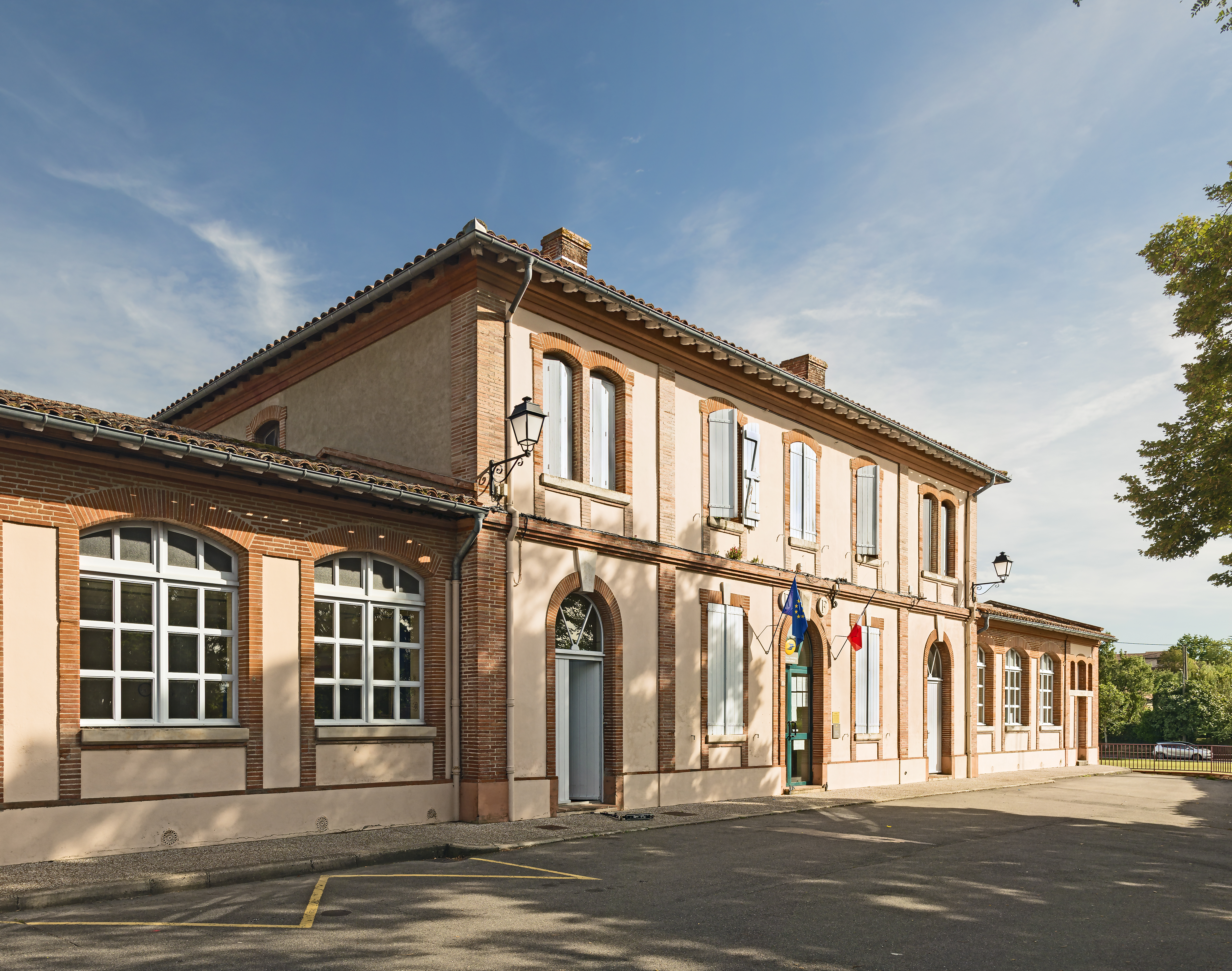
Мэрия
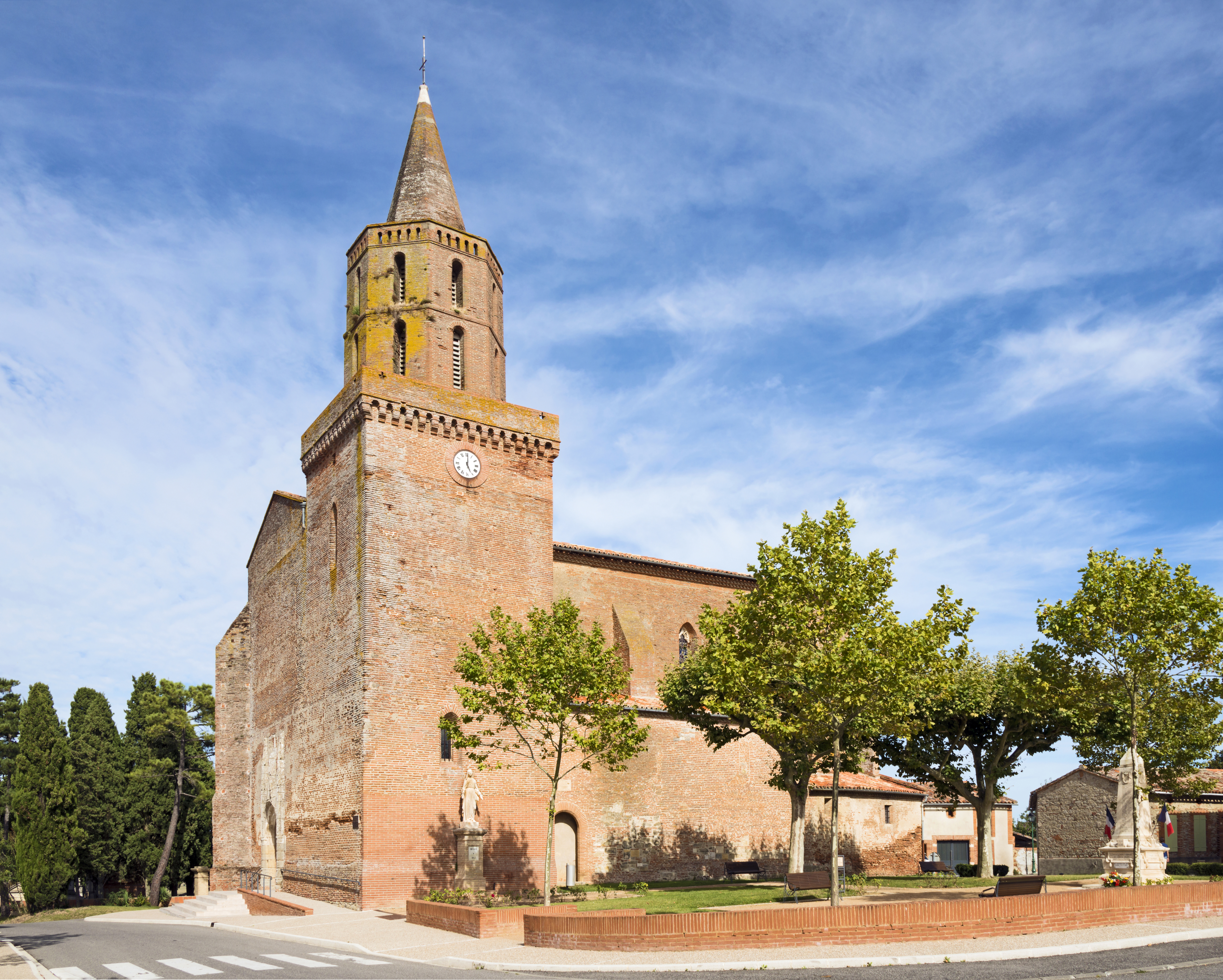
Церковь Св. Бернарда
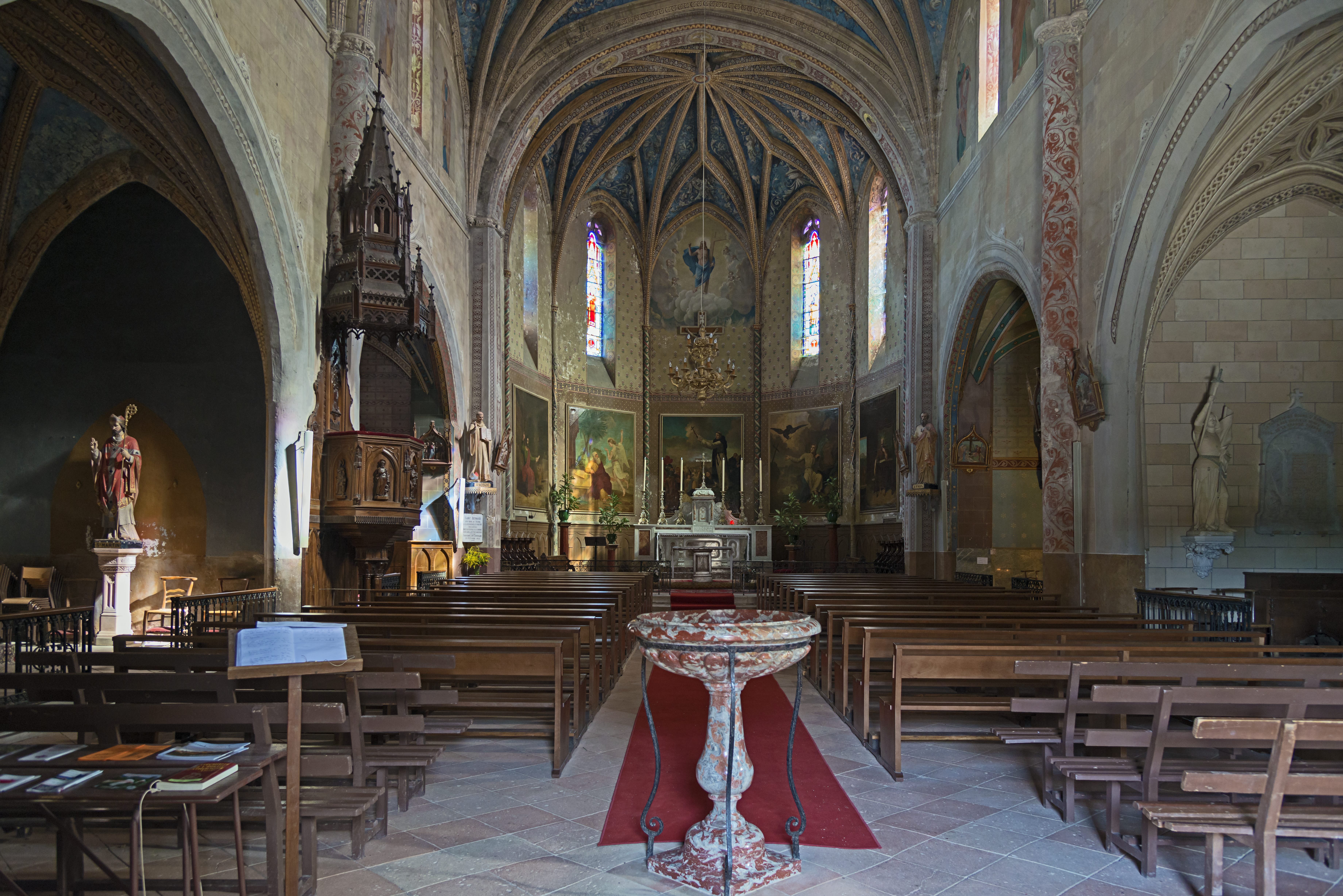
Интерьер церкви Св. Бернарда
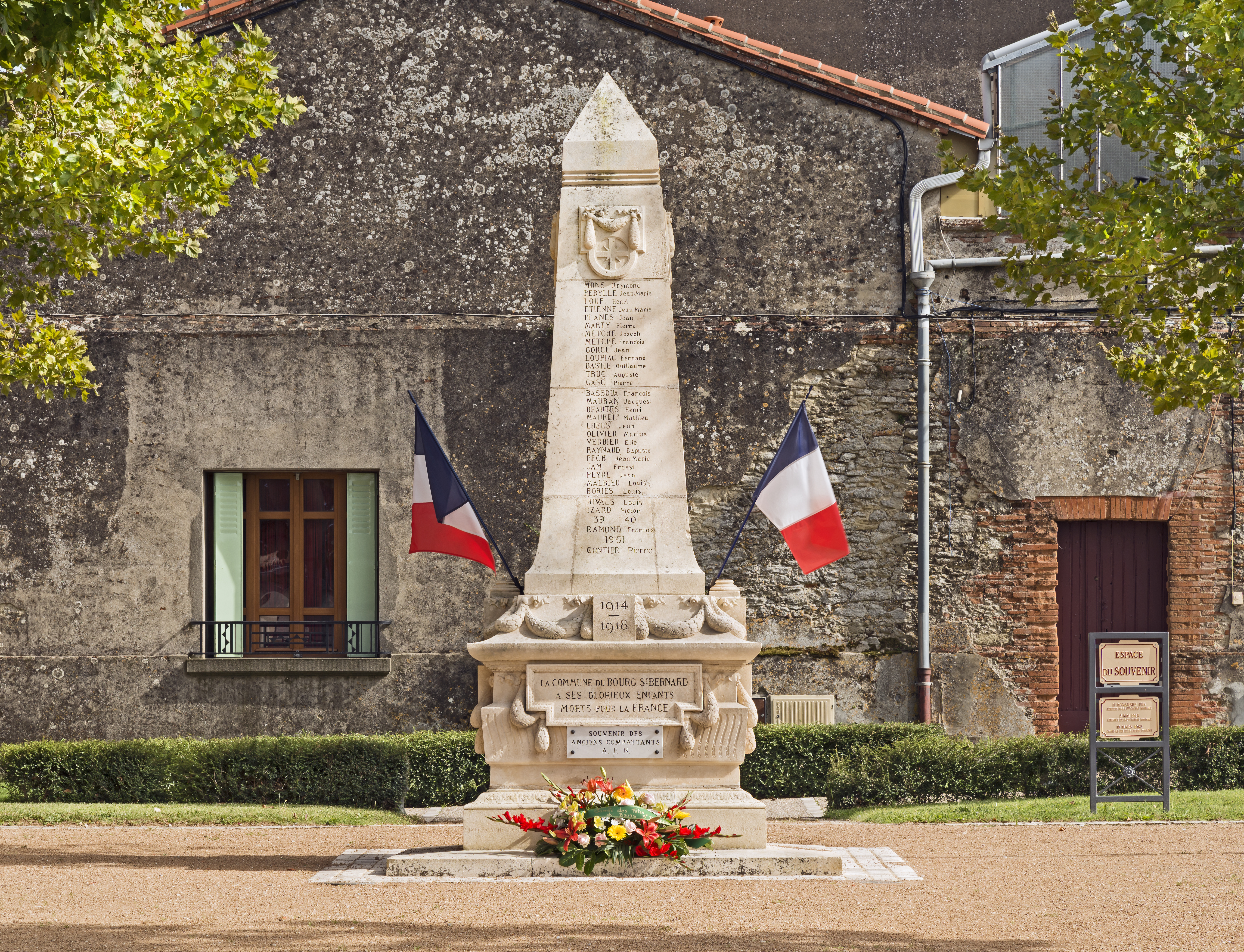
Военный мемориал